# Nazariya QFRG
Nazariya: grupo de recursos feministas queer o Nazariya QFRG es un grupo de recursos feministas queer sin fines de lucro con sede en Delhi, India. Se formó en octubre de 2014 y desde entonces trabaja con sedes en el sur de Asia. La organización ofrece talleres, seminarios, líneas telefónicas de ayuda, asesoramiento basado en casos y acciones de incidencia política para afirmar los derechos de las personas que se identifican como mujeres lesbianas y bisexuales, y de las personas transgénero asignadas como mujeres al nacer. También trabaja para el reconocimiento de las personas queer en las instituciones y construir vínculos entre las cuestiones queer, la violencia y los medios de vida. Se centran en la interseccionalidad entre los movimientos queer, de mujeres y de izquierda progresista en la India.
La palabra Nazariya significa «una forma de ver» o «una perspectiva». Este nombre refleja la misión del grupo de hacer que se escuchen las perspectivas marginadas, para contrarrestar la hegemonía de la heteronormatividad tóxica, cultural y social.
En 2015, Nazariya QFRG apoyó a Shivy, de 19 años, facilitándole asistencia jurídica, refugio seguro y pasaje a Delhi para enfrentarse al confinamiento ilegal que le infligieron sus padres en Agra. En 2018, la organización respaldó una crítica al Proyecto de Ley sobre la Trata de Personas (Prevención, Protección y Rehabilitación) de la India, que fue censurada por muchos académicos, abogados y activistas por criminalizar a individuos vulnerables en ausencia de medidas adecuadas para abordar los factores que hacen que las personas sean vulnerables a la trata en primer lugar.

## Fundadores
Entre los activistas que fundaron el grupo y continúan desempeñando papeles fundamentales en el funcionamiento de la organización, están: Ritambhara Mehta, responsable de desarrollo organizacional, de la implementación del programa y de recaudación de fondos; Rituparna Borah, responsable de recaudación de fondos, del desarrollo de programas y creación de redes, Borah es una activista feminista queer que ha hablado y publicado sobre sus experiencias personales, su condición de lesbiana, y sobre feminismo y protestas como la Marcha de las putas; Purnima Gupta, miembro de la junta y activista feminista y de derechos civiles.

## Áreas de trabajo
El grupo tiene como objetivo sensibilizar a grupos e individuos que trabajan en temas de violencia de género, educación, salud y medios de vida desde una perspectiva lesbiana, bisexual y transgénero (LBT); mediante capacitación, investigación, promoción, evaluaciones y desarrollo de capacidades. Nazariya QFRG trabaja para crear conciencia sobre las realidades de las personas queer, y se centra en muchos temas de trabajo en la India y el sur de Asia, incluidos, entre otros, la concienciación sobre el VIH y el SIDA; la sensibilidad hacia la orientación sexual y la identidad de género; la criminalización de las relaciones sexuales contra el orden natural según la Sección 377 del Código Penal de la India; la no inclusión de personas queer en intervenciones de violencia, salud y educación; la no inclusión y discriminación contra personas queer en el espacio de trabajo; la falta de grupos de apoyo en ciudades, pueblos y áreas rurales de nivel II y nivel III en la India; la falta de un enfoque de interseccionalidad en el discurso sobre las identidades.
Nazariya QFRG ha sostenido que los miembros de la comunidad queer enfrentan una discriminación familiar, social y legal significativa debido a su identidad, además del estrés que genera la vida cotidiana, como el trabajo, las relaciones y la presión de grupo. Este estrés adicional y único se conoce como estrés minoritario, que se define como el estrés adicional que experimenta un individuo como resultado de su condición de minoría. Desde 2017 el grupo ha estado trabajando en lo que significa el bienestar mental para las personas queer. En septiembre y diciembre de 2017, Nazariya QFRG trabajó con la ONG de salud sexual y reproductiva TARSHI con sede en Delhi, en una serie de talleres bilingües gratuitos sobre gestión del estrés y prevención del agotamiento para personas LGBT*QIA+. Los talleres se centraban en el autocuidado como una cuestión feminista y funcionaron con un modelo no médico con énfasis en técnicas simples de manejo del estrés que pueden practicarse individualmente sin ningún equipo o recurso adicional.
En septiembre de 2015, Nazariya QFRG fue contactada por el Centro Nacional para los Derechos de las Lesbianas (NCLR) de Estados Unidos, y posteriormente por el propio adolescente, en relación con el confinamiento ilegal y la violación de los derechos humanos de Shivy, una persona trans nacida en India de 19 años, que vivía en Estados Unidos desde los 3 años y que se identificó como una persona transgénero asignada como mujer al nacer, fue llevada a Agra poco después de que sus padres descubrieran que tenía novia; en Agra, sus padres le confiscaron sus documentos de viaje y su pasaporte, y la obligaron a inscribirse en una universidad local. Shivy estaba bajo custodia parental y obligada a vivir en casa con la perspectiva de un inminente matrimonio arreglado con un hombre indio. Shivy también utilizó el canal de YouTube de Nazariya QFRG para publicar un vídeo contando sus experiencias. En octubre de 2015, Nazariya QFRG hizo arreglos para que la asesora legal Arundhati Katju presentara una petición judicial en el Tribunal Superior de Delhi en nombre de Shivy para obtener protección contra el acoso y su derecho a regresar a los Estados Unidos. En Shivani Bhat v. National Capital Territory of Delhi & Others, el Tribunal Superior de Delhi falló a favor de Shivy y reafirmó su derecho a la autodeterminación, el viaje y la educación. Además, el tribunal ordenó, entre otras cosas', que los padres le devolvieran sus documentos de viaje para que pudiera regresar a Estados Unidos. Shivy regresó al norte de California para estudiar neurobiología en Universidad de California en Davis después de que se anunció la sentencia. A partir de este momento, prefiere ser identificado por otro nombre.

## Proyectos y actividades
La organización gestiona una línea de ayuda (operativa de lunes a viernes de 11 a. m. a 6 p. m.) desde su oficina de Delhi. Creen en el mérito de un espacio en línea o fuera de línea que atienda a las personas LBT para compartir sus experiencias y encuentros sexuales, así como para los familiares y amigos de las personas LBT.
Tienen además, el proyecto Nuestras vidas, nuestras historias es un proyecto de historia oral de archivo en curso de Nazariya QFRG para documentar las historias y las realidades queer en la India.
En 2018, dos de las personas cofundadoras de Nazariya QFRG participaron en un cortometraje bilingüe sobre las vidas de Rups y Priyam, un hombre trans y una lesbiana, sus amores, deseos, experiencias de citas, amistades y relaciones íntimas. Ishq, Dosti and All That se proyectó el 16 de septiembre de 2018 en el India International Centre de Nueva Delhi.
En colaboración con Orikalankini, Nazariya también ha ofrecido una beca de 13 semanas de duración para adolescentes en el marco del Laboratorio de Género y Sexualidad con el fin de aumentar la conciencia sobre esta temática.